# Скирмановские высоты (музей)
Музей «Скирмановские высоты» (Музей военной истории Сергея Докучаева) — частный музей Рузского района Московской области в поселке Брикет, первый частный музей в Рузском районе, посвящён теме Великой Отечественной войны, в частности боям за Скирмановские высоты.

Экспозиция посвящена истории бассейна озера Тростенское и реки Озерны.
Музей представляет собой весьма представительное политематическое собрание предметов, относящихся к истории его родного района, точнее -местности вокруг Тростенского озера. 
Важная часть экспонатов посвящена боям у Скирмановских высот в 1941 году. В экспозиции представлены подлинные фотографии советских и немецких командиров, разбитой техники.
В залах музея представлены карты, схемы, фотографии, фронтовые газеты и листовки, поднятое поисковыми отрядами советское и немецкое оружие, амуниция. Среди экспонатов есть уцелевший немецкий мотоцикл. На стендах копии фотографий и документов центрального архива Министерства обороны РФ и национального архива США NARA. (Национальный архив NARA имеет наиболее полное собрание оригинальных немецких документов периода Второй мировой войны, захваченных армией США в 1945 году). Большинство экспонатов разрешают потрогать и подержать в руках.

## История
Музей располагается в бывшем здании яслей.
Здания музея было выкуплено Сергеем Докучаевым выкуплено в 2014 году.
Весной 2016 г. состоялось открытие музея «Скирмановские высоты».
На стадии ремонта здания самое активное участие в создании музея приняли многие друзья С. Докучаева — односельчане, поисковики, казаки станицы «Рузской».
Большую материальную помощь оказали А. Иванов, О. Михайлов, Е. Савинов.
Наиболее сложную часть работы по техническому обустройству музея выполняли Илья Докучаев, Виктор Маркевич, Константин Холодков.
В формировании экспозиций музея большой вклад внесли Денис Варенников, Виктор Нокель, Вячеслав Скворцов, Сергей Сергеев, Андрей Савинов, Михаил Ларин, Михаил Козлов.
Экспозиция, посвящённых событиям 1941 года, выполнена при поддержке Валерия Буланцева.
Большую и важную работу по поиску и обработке архивных документов проделали С. П. Носиков, Е. Е. Шарыкин, А. О. Багдасарян.

## Деятельность
Музей ведёт совместную деятельность с участниками поисковых отрядов «Надежда, Кремлёвец» и школы № 10 г. Королева Московской области.
При музее «Скирмановские высоты» функционирует военно-исторический клуб под руководством С. В. Докучаева.
Музей ведёт большую научно-исследовательскую работу.
Все посещения музея, а также проходящие в нём мероприятия (конференции, лекции, экскурсии, творческие вечера и т. д.) осуществляются на бесплатной основе.
На базе музея проводятся различные общественные встречи, вечера, концерты, конференции.
Музей включён в различные туристические маршруты как объект, рекомендованный к посещению.
Благодаря инициативе энтузиаста и коллекционера С. В. Докучаева экспозиции музея постоянно совершенствуются и дополняются, создаются новые программы и проекты. Все большее внимание уделяется научной составляющей текущей и перспективной работы. Проходит систематизация, каталогизация и описание материалов, на основе архивных документов подготавливаются программы экспонирования для интерактивной доски.

## Экспозиция
Музейные экспозиции позволяют проследить историю этого края от доисторических времён до наших дней.
В музее работают одиннадцать залов, в которых представлены предметы, посвящённые различным эпохам и тематическим сюжетам.
В залах музея расположились экспозиции:
- Поздний неолит V—IV вв. до н. э.
- Раннее Средневековье
- Становление Великого княжества Московского и, в частности, битва на реке Тросна 21 ноября 1368 года между московским Сторожевым полком под командованием воевод Дмитрия Минина и Акинфа Шубы и объединённым войском великого князя литовского Ольгерда, куда входили полки литовской, смоленской и тверской ратей.
- Отечественная война 1812 года
- Русско-японская война и её участник генерал Н. В. Рузский",
- Первая мировая война
- Революция 1917 года
- Крестьянский быт конца XIX — начала XX веков
- Коллективизация
- Великая Отечественная война
- Первые послевоенные годы советского времени
- Экспозиция о жизни посёлка Брикет и его окрестностей с первых послевоенных лет до наших дней.

Хронологически музей открывает экспозиция древнейших артефактов, содержащая материалы, собранные в бассейне озера Тростненского и реки Озерны. Они рассказывают о людях, живших в этой местности начиная с 5 тысячелетия до нашей эры.
Отдельная экспозиция музея посвящена исторически известному «письменному» средневековому периоду. Впервые Тростна упоминается в духовной грамоте Ивана Калиты вместе с ещё одним поселением «Скирминово», теперь Скирманово, от которого берёт название Скирмановский стан Рузского уезда. Это первое упоминание данных западных поселений Московских земель в письменных источниках. Также в 1328 г. здесь первый раз упоминались Руза и Звенигород.
Помимо собственно древних предметов, в архиве музея старательно собраны копии архивных документов писцовых книг XVI—XVII вв., характеризующих различные аспекты истории поселений, расположенных в бассейне отмеченных выше водоёмов, и повествующих о рыболовстве, сплаве леса, о предназначенных для работы мельниц и сукноваляльных машин плотинах и т. д.
В музейной коллекции находится большое количество копий архивных документов, рассказывающих о строителях плотины, применяемых при строительстве плотины материалах, её устройстве и особенностях работы (графики сброса воды и пр.). Интересны материалы судебных тяжб между крестьянами и устроителями плотины из-за подтопления покосов; между собственниками плотин на реке и сплавщиками леса и т. д.
Небольшой отдел музея посвящён Отечественной войне 1812 года. Однако он пока находится скорее на стадии формирования: собираются сведения о местных жителях, участвовавших в борьбе с нашествием армады Наполеона, об ущербе населения от французской армии и т. д.
В довольно небольшом зале расположена экспозиция, посвящённая периоду начала XX столетия. Она рассказывает о событиях русско-японской и Первой мировой войн, революции, повествует об отречении Николая II от престола и т. д. В экспозицию включены подлинные газеты и журналы того времени, копии архивных документов, оружие, личные вещи солдат противоборствующих сторон. Её создатели стремятся рассказать о местных жителях, принимавших участие в рассматриваемых событиях.
К примеру, большое место в экспозиции отведено личности генерала Н. В. Рузского -представителя старинного рода Рузских, берущего своё начало от древнего шотландского рода Лермонтовых.
Отдельная экспозиция посвящена первым годам становления Советской власти. Об этом времени в музее собраны самые различные материалы — свидетельства участников событий (рукописные тексты, фотоматериалы), воспоминания о создании первых комсомольских организациях, пионерских отрядов, о коллективизации. Довольно типичны собранные здесь предметы быта, орудия труда и т. д.

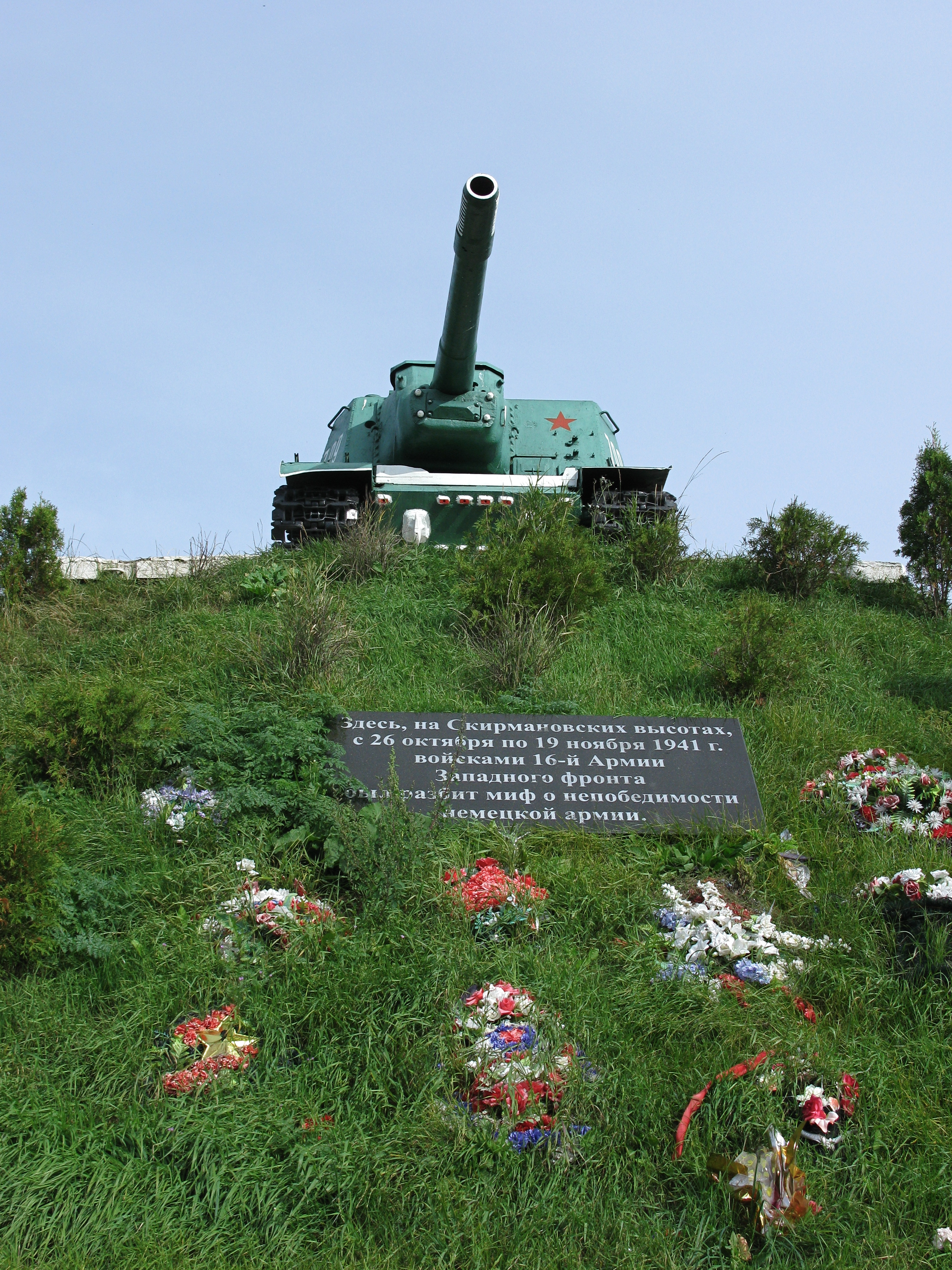
Мемориал в Скирманово, посвящённый боям на Скирмановских высотах

Главными в музее являются три зала, посвящённые битве под Москвой, вернее, одному из интереснейших эпизодов героической обороны города осенью-зимой 1941 г. — боям на Скирмановских высотах. По существу, здесь создан своего рода «музей одного боя».
В экспозицию включены архивные документы, воспоминания местных жителей, фотографии, карты и схемы, личные вещи и оружие воинов Красной армии, участников партизанского движения. Кроме отечественных материалов представлены также богатые архивные документы 10-й танковой дивизии, танковой дивизии СС «Рейх», карты и схемы, фотоматериалы из частных архивов воевавших на Скирмановских высотах немецких солдат, хранившиеся у их потомков.
Экспозиция организована таким образом, что посетитель может детально проследить ход боевого столкновения с уникальной временной, географической и даже «персонально-привязанной» точностью. Главное внимание музейными проектировщиками сконцентрировано на подвиге защитников Москвы, героическим действиям советского солдата, его стойкости и выносливости, отмечавшихся даже немцами. Стенды с фотографиями посвящены «сибирским тиграм» (из немецких донесений) — командирам и рядовым бойцам подразделений из состава 16-й армии — 18-й стрелковой дивизии народного ополчения, 78-й стрелковой дивизии, 28-й танковой бригаде, 27-й танковой бригаде, 50-й кавалерийской дивизии из корпуса Доватора, 31-й отдельному гвардейскому миномётному дивизиону, 4-й танковой бригаде Катукова (ставшей гвардейской 11 ноября 1941 г.). Именно благодаря им, с 12 по 14 ноября 1941 г. немцы были выбиты со Скирмановских высот.
В залах располагается советское и немецкое оружие, форма, карты, схемы и многое другое восстановлено руками Сергея. В коллекции есть даже трофейный мотоцикл.
Отдельный зал музея посвящён быту жителей Рузского района в XX в. Так, в нём расположены интерьеры крестьянской избы начала прошлого века и жилой комнаты периода основания рабочего посёлка торфо-брикетного предприятия. Интерьеры комнаты наполнены подлинными предметами 1940—1950-х годов. Есть здесь и интересный уголок под названием «Сельская лавка», оборудованный в интерьере сельской купеческой лавки, где, впрочем, выставлены предметы, начиная с начала и вплоть до середины XX века. Перспективным для музея является пока только формирующаяся экспозиция, посвящённая воинам-интернационалистам — уроженцам Рузского района.